# Harijesy Razafindramahata
Harijesy Razafindramahatra là một vận động viên bơi lội Olympic người Malagasy. Bà đại diện cho đất nước của mình trong bơi ngửa 100 mét nữ tại Thế vận hội Mùa hè 1996. Thời gian của cô ấy trong lượt bơi là 1:13.83 